# Gonzalo Argote de Molina
Don Gonzalo Argote de Molina (Sevilla, 1548 – Las Palmas de Gran Canaria, 1596. október 20.) spanyol író, genealógus, történész, régiségbúvár.

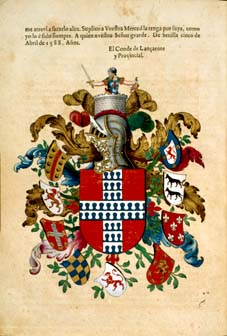
Színezett lap Nobleza de Andalucía, 1588 című heraldikai traktátusából

## Élete
Részt vett a granadai háborúban. Gil de Olid ura, az Andalúziai Testvériség (Hermandad de Andalucía) provinciálisa volt. Feleségül vette Doña Constanza-t, Lanzarote márkijának, Agustin de Herrera y Rojasnak a lányát, majd a Kanári-szigetekre ment, ahol részt vett La Gomera elfoglalásában. 1588-ban Lanzarote szigetén felépítette a Teguise nevű ferences konventet.
Nagy magángyűjteménye volt régiségekből, portrékból, fegyverekből, érmékből, kitömött állatokból, ásványokból, régi könyvekből és kéziratokból, mely korának legnagyobb spanyol magángyűjteménye volt. Genealógiával és heraldikával is foglalkozott. Több irodalmi művet is szerzett, mint a Discurso sobre la poesía castellana (1575), és a Discurso de la lengua antigua castellana. 
Filológiai munkássága nagy tekintélyt szerzett számára. Discurso című műve a spanyol költészet rövid története. További könyvei a Nobleza del Andalucía, mely szintén számos történeti és irodalmi adalékkal szolgál. Több kiadatlan műve is van, mint a Repartimiento de Sevilla y elogio de sus conquistadores és a Historia de Baeza. El Conde Lucanor című műve nagy hatást gyakorolt a spanyol irodalomra, melyet Cervantes, Lope de Vega, Tirso de Molina, Baltasar Gracián és Pedro Calderón de la Barca is felhasznált.

## Művei
- El Conde Lucanor. Sevilla, 1575
- Discurso sobre la poesía castellana (1575)
- Discurso de la lengua antigua castellana
- Nobleza del Andalucía (Sevilla, 1588)
- Repartimiento de Sevilla y elogio de sus conquistadores
- Historia de Baeza
- Libro de la montería
- Historia del gran Tamorlán de Ruy González de Clavijo (Sevilla: Pescioni, 1582)